# (25924) Дугласадамс
(25924) Дугласадамс (англ. Douglasadams) — типичный астероид главного пояса, который был обнаружен 19 февраля 2001 года в рамках проекта LINEAR в обсерватории Сокорро и назван в честь английского писателя-фантаста Дугласа Адамса, в связи с тем что предварительное название астероида (2001 DA42) содержит в себе год смерти писателя, его инициалы и «ответ на главный вопрос жизни, Вселенной и всего вообще» — 42, как он звучит в романе Адамса «Путеводитель по галактике для путешествующих автостопом».

Орбита астероида Дугласадамс и его положение в Солнечной системе